# プロダクトプレイスメント
プロダクトプレイスメントは、広告手法の一つで映画やテレビドラマ、漫画等の劇中において、役者の小道具として、または背景として実在する企業名・商品名（商標）を表示させる手法のことを指す。プロダクト・プレイスメントとも表記する。

## 歴史
誕生は1955年公開のハリウッド映画『理由なき反抗』といわれる。劇中でジェームズ・ディーンがポケットから櫛を取り出し整髪するシーンが何度も出てくるが、これを観た当時のアメリカの若者たちから「ディーンが使っていた同じ櫛はどこで買えるのか？」と映画会社のワーナー・ブラザースに問合せが殺到した。これが新しい宣伝のビジネスモデルになると気づいた各映画会社は、以降一般企業との「劇中広告でのタイアップ」を始める。これが「プロダクトプレイスメント」と呼ばれ、一般化した。現在、アメリカではプロダクトプレイスメント専門の広告代理店が数十社存在する。
撮影後の映像に商品や広告を露出するデジタル技術「デジタル・プロダクトプレイスメント」も登場した。
最近の新技術によって、視聴者に好まれないCMをカットして見られるハードディスクレコーダーなど、広告業界や放送業界を悩ます潮流ができている状況下で、番組内や劇中に企業ロゴや商品名（商標）を入れることによって、視聴者側の都合でカットできないようにする利点があるが、日本放送協会（NHK）（および各国の国営・公共放送）では企業・商品名の宣伝が禁止されているため、放送の制限が課される欠点にもなる。
日常に普及した携帯電話（フィーチャーフォン）やスマートフォンなどは、現代（おおむね2000年代以降）を舞台にしたドラマやアニメの小道具としてもはや必須となり、実写のドラマではメーカーのロゴなどが映ることもある（アニメではタイアップでもしない限り、特定のロゴや機種が描かれることはない）。携帯型と据え置き型のゲーム機のプロダクトプレイスメントも増えている。

## 映画
- アメリカではプロダクトプレイスメント専門の代理店も数多く存在する。それに動く金額は数億円から数十億円単位であるといわれており、実際、映画監督スティーヴン・スピルバーグ作品『マイノリティ・リポート』や『ターミナル』では各作品、数十社と契約[要出典]。劇中の各シーンに実在する店舗や商標を出しており、この広告費で製作費が100億円ともいわれる両作品でかなりの部分のコストを補ったと分析されていて、映画スタジオにとってのもう一つのリスクヘッジとしても注目されている。
- 映画のテレビ放映のCM枠と比べ、宣伝劇中に挿入することで比較的削除されることがなくなったが、これが逆効果を生むことがある。数年後にテレビ放映されても、その時にはその商品が既に存在せず、全く効果を生まない場合もあり、デザインを変えた新製品の場合だと、それをCGで差し替えることもできない。
- 時代劇（特に昭和より前の時代）やファンタジー映画（特にハイ・ファンタジーもの）でのプロダクトプレイスメントは通常ありえない。『ロード・オブ・ザ・リング』などのファンタジーは実世界の話ではないため、この手法は使えない。時代劇の場合、時代考証に反しない範囲であればプロダクトプレイスメントも可能と考えられるが、日本の時代劇は大半が明治時代より前を題材としているため、プロダクトプレイスメントにそぐわない。
しかし、『ロード・オブ・ザ・リング』の映画の1シーンがフォード社のトラックのCMに逆使用されるなどの「逆プロダクトプレイスメント」という裏技も存在する。この「逆プロダクトプレイスメント」はテレビやスマートフォンなどのCMでたびたび使用される。
- 日本企業が本格的にプロダクトプレイスメントを使用した例として、映画『007は二度死ぬ』におけるトヨタ自動車が挙げられる。全編日本国内でロケーションが行われたこともあり、ボンドカー[注 1]を含め登場車両に全てトヨタ車が使用された。
- 1973年に公開されたラージ・カプールの映画『Bobby』では、主人公が黒と黄色のラージドゥート・バイクに乗っている。これは、ボリウッド（インド・ムンバイの映画産業）における映画内広告の最初の例の一つとされる[4]。
- 1982年の『ブレードランナー』では、作中で滋養強壮剤「強力わかもと」（わかもと製薬）の架空CMも使われている。
- 1985年のタイムトラベル物『バック・トゥ・ザ・フューチャー』では、台詞でカルバン・クラインが登場。欧州では当時まだブランドの知名度が低かったため、イタリアやスペインではリーバイ・ストラウス、フランス版ではピエール・カルダンに吹き替えられたという。
- 1995年の『バイバイ・ラブ』では、離婚した父親らが息子たちに会うために行く場所としてマクドナルドが登場する。
- 2003年の『キル・ビル』では、主人公が黄色のトラックスーツ（ブルース・リーの『死亡遊戯』風）とともに着用していたオニツカタイガーのスニーカーが、人気を博した[5]。
- 2004年の韓国映画『私の頭の中の消しゴム』ではコカ・コーラやファミリーマートが登場する。
- 2006年の『サンキュー・スモーキング』では、タバコを劇中に押し込もうとする広告代理店と映画会社トップのプロダクトプレイスメントに関する会話がある。
- 2006年の『スネーク・フライト』では、「All praises to the PlayStation!」という台詞が出てくる。
- 2008年の『トロピック・サンダー/史上最低の作戦』では、ベトナム戦争映画の撮影をするシーンで何気ない会話でも商品のPRを欠かさないキャラクターが出てきて、プロダクトプレイスメントを揶揄している。
- 2014年の『トランスフォーマー/ロストエイジ』では、巨額の制作費を賄うために多くの米中企業と契約し、「過去最多の中国製商品のプロダクトプレイスメント」と言われた前作の『トランスフォーマー/ダークサイド・ムーン』以上に多数の中国企業とのコラボレーションを行なっており、それらの多くが劇中の小道具として登場している。
- 2019年の韓国映画『パラサイト 半地下の家族』はノグリとチャパゲティの合成麺料理である韓牛入りのチャパグリが劇中に登場しており、農心とのコラボレーションによって実現された。第92回アカデミー賞を複数部門で受賞した影響でチャパグリの知名度が世界中に浸透し、農心自体もチャパグリの袋麺やカップ麺を世界戦略で販売した。権利上、日本版は字幕版・吹き替え版共々ノグリは「ラーメン」、チャパゲティは「ジャージャー麺」、チャパグリは「ジャージャーラーメン」に改変された。

### 日本映画
- 1953年（昭和28年）から1960年代までの『ゴジラシリーズ』を始めとした東宝怪獣映画は、森永ミルクキャラメル（森永製菓）やバャリースオレンヂといった商品名の看板が必ず使われており、作品スポンサー（作品チラシの下部広告主でもあった）での広告手法の一環であった。
- 『男はつらいよ』シリーズでは、とらやの冷蔵庫に森永マミー、雪印牛乳、ペプシコーラ、サッポロビール、サントリービール、キリンなどが起用された。
- 出演者が「実在する企業」の社員という設定もある。石原裕次郎は1968年（昭和43年）の『黒部の太陽』では熊谷組の、1970年（昭和45年）の『富士山頂』では三菱電機の社員を演じた。2011年（平成23年）の『モテキ』では主人公がナタリーに採用されるという設定。
- ホイチョイ・プロダクションがバブル絶頂期に製作した映画3部作（『私をスキーに連れてって』『彼女が水着に着替えたら』『波の数だけ抱きしめて』）では、プロダクトプレイスメントが効果的に使用され、製品のヒットのみならず取り上げたレジャー全般に一大ブームを巻き起こした。バブル崩壊後の作品でも同様の事例があり、1999年（平成11年）の『メッセンジャー』では、セルートのバイク便（取材協力）が悪役ながら登場した。2007年（平成19年）の『バブルへGO!! タイムマシンはドラム式』は、日立製作所とのタイアップがあった（タイムトラベル物であり、過去実在した商品も多く登場）。
- 2008年（平成20年）の『フライング☆ラビッツ』は、当時実在した女子バスケットボールチームJALラビッツが舞台で、劇中にはアミノバリューが登場する。
- 2000年代後半以降におけるハイターゲット向けアニメ映画の多くはPPを積極的に採り入れている。古くは『ルパン三世 ルパンVS複製人間』に関しては、公開当時放送中の第2作における同時ネット局のスポンサーである味の素ゼネラルフーヅの菓子である「テレパッチ」が登場しており、ビデオグラム版やネット配信版はカットされていないものの、これが登場するシーンは全て、水曜ロードショー→金曜ロードショー放送版（それ以外におけるテレビ放送版はカット無し）はカットされるシーンの一つを構成されている。
- 2019年(平成31年)のアニメーション映画『天気の子』では、サントリー、 Z会、栄光ゼミナール、ソフトバンク、ディップ、日清食品、ミサワホーム、ロッテが特別協力として参加し、劇中に関連商品や企業ロゴ、マスコットを多数登場させている。

## テレビ番組

### ドラマ
- 旅情物などでは、ロケに使われたホテルとタイアップできた場合、（入口や看板などの）名称が、大きく映される。ロケ地の地名がテロップ表示されることもある。逆に、重い犯罪ドラマなどでは、イメージダウンを懸念しタイアップNGとなることもある（少なくとも事件は館内で起きない設定にするなどの工夫もある）。
- 日本の連続テレビドラマでは、特に1970年代 - 1990年代前半までの刑事ドラマ、トレンディドラマにおけるアパレル産業、自動車メーカー等のタイアップが代表例として挙げられる。大半の作品でカーチェイスシーンがあったことから、スポンサーである実車メーカーが劇用車として捜査用車両（パトカー）を提供していた。メーカー別では中～大型の後輪駆動車を生産しているトヨタ自動車・日産自動車・マツダの登場機会が多く、放映時点でのメーカーのフラッグシップモデルとなるクーペタイプの車両[注 2]が登場することも少なくなかった。
- また、1979年（昭和54年）から1984年（昭和59年）にかけて製作されたアクション刑事ドラマ『西部警察』では、ドラマの中で「爆破する建造物の建造費」と、他のドラマの制作費の一本の「総額」が同じであるほど制作費がかさむことから、各種スポンサーの商品やブランドがストーリーと無関係なところでも登場した。特にパート2・3で恒例のシリーズとして行われた「日本全国縦断ロケ」のシリーズでは、番組のCM提供スポンサーのほか、地元系列局や日産自動車の地域ディーラー、さらには地元の企業・団体が大挙趣旨に協賛して、その企業・団体や商品名などをセリフに使うなどしていた。
- 『上品ドライバー』のように劇中CMが用いられるものある。テレビ東京と電通による『Friend-Ship Project』はインフォマーシャルというスタイルで、第9弾は2012年（平成24年）に約2時間のドラマ特番として放送された。
- 2000年（平成12年）放送の『世にも奇妙な物語』「バーゲンハンター」の劇中には、人気商品という設定で、金・銀色に染められたコトブキヤ製「壮絶合金ガオファイガー」（同年のOVA『勇者王ガオガイガーFINAL』）が登場した。また、2012年（平成24年）放送の『踊る大捜査線』シリーズのスピンオフドラマ特番にはヴァルヴレイヴ3号のフィギュア、2015年（平成27年）のテレビアニメ『アイドルマスター シンデレラガールズ』にはゲッターロボ（アニメ『ゲッターロボ』）の可変フィギュア（以上、バンダイ製）が、それぞれ登場した。
- ウルトラマンティガを始めとしたウルトラシリーズにおいて、戦闘の舞台となる市街地のセットに制作協力をしていた富士通や、映像ソフト版元のバンダイビジュアルの看板が見られる。
- 韓国ドラマでは日本のドラマよりもプロダクトプレイスメントに厳しく、劇中に表現した実在する企業やその商品および劇用車は製作協力スポンサーの中から選ばなくてはならず、それも本編終了直後のクレジットにロゴで表記する必要がある。CMの放送が無いKBS第1TVの番組もこの事例に該当する。また、実在する版権キャラクターのイラストや造形物は、必ずぼかしを入れなくてはならない。
  - 特に『トッケビ〜君がくれた愛しい日々〜』の製作協力スポンサーで、サブヒロインのサニーの仕事場として登場した『BBQチキン』の店舗は、本放送当時は韓国にしか店舗が存在しなかったが、同社の世界的な知名度向上に一役買ったため、世界中に店舗を出店する戦略のきっかけになっている。後に第4次韓流ブームのきっかけの一つである作品の『愛の不時着』にも登場したため、同社店舗の世界的な人気復活の契機となった。

### アニメ
- 『サザエさん』では、1999年（平成11年）3月まで東芝の一社提供だったため、オープニングの市街地シーンにほぼ必ず「東芝」（後に「TOSHIBA」）の看板が掲げられていた。また、本編の磯野家の冷蔵庫などの家電にも、同社のロゴが描かれていた。
  - また、『サザエさん』の初期エピソードでは、電機メーカーの提供番組にもかかわらず、磯野家の炊飯器はガス炊飯器であったためか、堂々と電気炊飯器に買い換えるパートがあるエピソードが作られている。
- アニメ版『アタックNo.1』では、スポンサーの大塚グループのボンカレーが登場した。アニメ版『シティーハンター』では、放映当初の1987年から、スポンサーの浅田飴の製品やロゴを作中の随所に出演させていた（該当項目も併せて参照のこと）。
- 通常のアニメでも広告や話に絡む形での実商品を登場させるなどすることで登場している。特に毎日放送製作のアニメでは、2000年（平成12年）代以降頻繁にこの手法が用いられている。
- 同じシリーズや作品であっても、実在ブランドをもじった架空のブランドから続編やアニメ化作品は実在ブランドをそのまま使われるようになった事例もある[注 3][注 4]。
- 他にも『TIGER & BUNNY』[注 5]『あの日見た花の名前を僕達はまだ知らない。』『スーラジ ザ・ライジングスター』『ヤマノススメ』『とんでもスキルで異世界放浪メシ』など、複数の企業とタイアップする形で実在の企業名や商品名を登場させるケースもある。また、特定の企業に集約しタイアップするケースとしてサントリー金麦の『言の葉の庭』などがある。
  - ローソンもアニメのタイアップや製作委員会への参加にも積極的で、『夏色キセキ』[注 6]『君のいる町』『THE IDOLM@STER MOVIE 輝きの向こう側へ!』『それが声優!』などで背景としてしばしば登場し、またはファンタジーの世界を舞台とした『勇者になれなかった俺はしぶしぶ就職を決意しました。』にも登場している。
- フロート番組そのものがPPとして製作されることもある。一例としてテレビ東京系列の幼児向け番組である『のりスタシリーズ』で2012年4月から2013年9月まで放送されていた『リボンちゃん』のコーナーアニメ版は、放送期間中に提供していたサッポロ飲料→ポッカサッポロフード&ビバレッジ[注 7]のマスコットを起用したPPとしての性格も兼ねている。2013年3月までの第1期と（4月と5月は第1期の選抜再放送）、2013年6月からの第2期がある。そのため、ポッカサッポロ側の降板申し入れに伴い、第2期は4ヶ月と、短期間で打ち切りとなった。

## ゲームソフト
- ゲームソフトでも、スポーツゲームでスタジアム内に実在する企業の広告を入れたり、ゲーム中のアイテムとして特定企業の商品を登場させたりすることで広告費を得る手法がある。

## 漫画
- スポーツ漫画では古くから、『巨人の星』のように実在するチームが登場する作品もある。2005年にはミズノが出版元の小学館と、『MAJOR』の作品中における「"架空のスポーツ選手"に対する独占的な用具提供契約」を結んだ（国内では初めてという）[6][注 8]。
- 『キン肉マン』序盤では、森永製菓、森永乳業の製品が登場する[7]。一方、作中に吉野家の牛丼も登場したが、こちらは作者が一方的に描写していた。森永製菓はのちに『忍者ボーイとんとん飛丸』でも作中タイアップを行った。
- 他に特定企業との店舗を主な題材とした作品として、コンビニエンスストアのNewDaysとタイアップした『異世界コンビニNewDays』（マンガUP!連載、2017年12月 - 2018年8月）などがある。

## 複数メディア
- 玩具やトレーディングカードゲームの販売促進を主とし、1年固定放送を原則とした民間放送における子供向けアニメおよびヒーロー物特撮児童向けドラマはその性質上、プロダクトプレイスメントが義務付けられている。その事を逆手に取り、販売促進の対象物そのものを題材とした作品は大抵この手法が採られている。
- 北海道を舞台とした漫画・アニメ・ゲームは、拠点である同道を重点的に出店するコンビニエンスストアであるセイコーマート[注 9]が高い頻度で登場する。逆PPも積極的で、『龍が如く5 夢、叶えし者』に登場した札幌市中央区すすきのがモデルの月見野は、開発側は当初他地域に登場した「Mマート」を登場させる予定であったが、セコマ側の強い意向でセイコーマートに変更された経緯がある。パロディで登場した漫画作品の場合、アニメ化作品はセイコーマートそのものに改変される事も珍しくない。同道を舞台としたていうことで逆PP契約した作品であってもセイコーマートそのものは登場しないことも少なからず存在する。
- 遊技機産業は大都販売を販売元とした大都グループの企業もPPに積極的であり、 大都技研のパチンコ・パチスロ機種および、サボハニやパオン・ディーピーからリリースしたパチスロ機種の為に契約した外部版権の原作版にPPとして登場する。具体的にはキャラクターグッズや、『吉宗』、『押忍!番長』といった代表的なパチスロ機が劇中に登場する。機種登場以降に製作された『デコトラの鷲』（実写）、『Re:ゼロから始める異世界生活 Season2』（アニメ）などが該当する。